# Stenopogon rionegrensis
Stenopogon rionegrensis är en tvåvingeart som beskrevs av Lamas 1971. Stenopogon rionegrensis ingår i släktet Stenopogon och familjen rovflugor. Inga underarter finns listade i Catalogue of Life.